# Іщук Леонід Миколайович
Леонід Миколайович Іщук (10 січня 1951, Старокостянтинів, Хмельницька область — 24 квітня 2024) — український радянський футболіст, захисник, радянський та український тренер.

## Кар'єра гравця
Вихованець хмельницького «Динамо». Вже в 1968 році дебютував у складі хмельничан. Наступний сезон провів у дублі цієї команди. У 1970 році грав у дублі СКА (Одеса). Потім протягом 1971—1975 років виступав за клуб «Авангард» (Севастополь). Тоді повернувся у Хмельницький, де захищав кольори місцевої «Хвилі», а в наступному році — «Поділля». Завершив виступи на професійному рівні в павлоградському «Колосі».

## Тренерська кар'єра
Після завершення кар'єри гравця перейшов на посаду тренера «Колоса», де працював до 1985 року. Тоді тренував гравців «Нафтовика» (Охтирка) і «Десни» (Чернігів). У 1990 році очолив рідну команду «Поділля» (Хмельницький). Потім тренував «Явір» (Краснопілля), «Ниву» (Тернопіль), «Металург» (Донецьк), «Прикарпаття».
У 2013 році Леонід Іщук на чолі «Случа» (Старокостянтинів) переміг у кубку і чемпіонаті Хмельницької області.